# バステティシャン
『バステティシャン』は、大島永遠による日本の漫画作品。『comicキャンドール』（実業之日本社）にて不定期連載。なお、65号に掲載された、主人公の高校生時代を描く前日譚『ちちぶっ!』についても本項で扱う。

## あらすじ
バスト専門のエステティックサロン『バストニア』で働く心愛（ここあ）が繰り広げるコメディタッチの作品。バストに関する様々な悩みを持つ客と共に新米バストニストである彼女自身の成長も描かれている。

## 登場人物
心愛（ここあ）
主人公。貧乳を気にしているが、時々自虐ネタを披露する。
真海（まみ）
心愛の同期、豊乳であり、時々心愛の暴走を止めようとするが、彼女自身も暴走する場合がある。
更紗（さらさ）
心愛達の先輩でカリスマバステティシャン。
朝陽（あさひ）
心愛達の先輩で更紗の同期。
卯蘭（うらん）
朝陽の後輩。

## 書誌情報
- 大島永遠 『バステティシャン』 実業之日本社〈マンサンコミックス〉、2010年12月13日初版発行（2010年11月29日発売）、ISBN 978-4-408-17275-0
『ちちぶっ!』も収録されている。一方、『バステティシャン』本編のうち『comicキャンドール』75号掲載分は未収録である。

## 続編
『漫革』（集英社）62号（2008年1月発売）に、続編『バストニスト』が掲載された。さらに、『comicキャンドール』75号掲載分も『週刊ヤングジャンプ』（同）2008年30号に『バストニスト』の題名で再掲された。